# Around the Bend
Around the Bend è il diciannovesimo album in studio pubblicato nel 2008 dall'artista di musica country statunitense Randy Travis. L'album è il primo album di musica country tradizionale di Travis da A Man Ain't Made of Stone del 1999 poiché tutti gli altri suoi album in studio negli anni 2000 erano composti da musica country cristiana.
Ha venduto 31 000 copie nella prima settimana di uscita, la migliore settimana di apertura della carriera di Travis. Sono stati pubblicati tre singoli dall'album: Faith in You, Dig Two Graves e Turn It Around, nessuno dei quali è entrato in classifica.
Around the Bend è stato nominato come miglior album country al 51° Grammy Awards e il brano Dig Two Graves è stato nominato come miglior canzone country.

## Tracce
1. Around the Bend – 3:36 (Tania Hancheroff, Marcus Hummon, Tia Sillers)
2. You Didn't have a Good Time – 3:56 (Kris Bergsnes, Jason Matthews, Jim Mc Cormick)
3. Every Head Bowed – 3:26 (Brent Baxter, Brandon Kinney)
4. Love Is a Gamble – 4:50 (Hugh Prestwood)
5. Faith in You – 3:45 (Tom Douglas, Joe Henry, Matt Rollings)
6. Don't Think Twice, It's All Right – 4:16 (Bob Dylan)
7. Dig Two Graves – 3:16 (Ashley Gorley, Bob Regan)
8. Turn It Around – 2:58 (Noah Gordon, Matt Kennon)
9. From Your Knees – 4:00 (Leslie Satcher)
10. Everything That I Own (Has Got a Dent) – 3:30 (Tony Martin, Mark Nesler)
11. Til I'm Dead and Gone – 4:38 (Shawn Camp, John Scott Sherrill, Sarah Siskind)